# Papier-maché

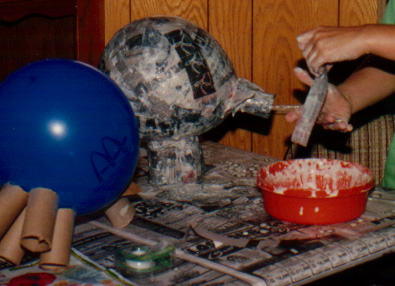
Papier-maché om een ballon

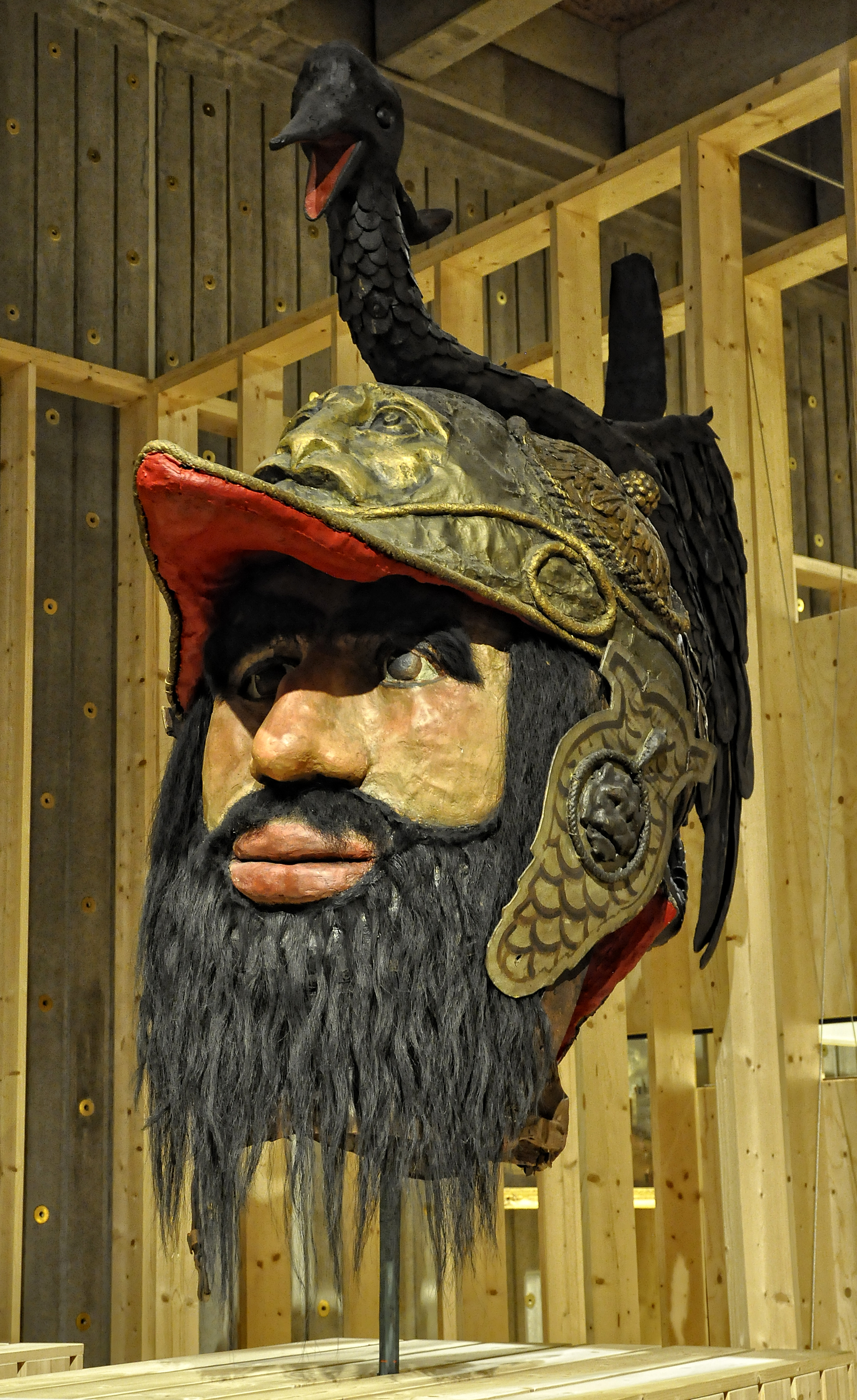
Het hoofd van Druon Antigoon, in het Museum aan de Stroom, vervaardigd door Pieter Coecke van Aelst in 1534-35 uit papier-maché, touw, metaal en haar

Papier-maché (Frans: papier-mâché, gekauwd papier) is een materiaal op basis van papier met lijm.
Het voordeel van papier-maché is dat er gemakkelijk werkstukken met een grillige vorm van gemaakt kunnen worden. Het wordt bijvoorbeeld gebruikt om decorstukken, maskers of ornamenten van te maken. Het is echter niet erg sterk. Daarom wordt het ook gebruikt voor Piñata's waarbij het de bedoeling is om deze kapot te slaan. Papier-maché kan met een stok gemakkelijk stuk geslagen worden. Het is ook geschikt als materiaal voor creatieve activiteiten. Het wordt tevens vaak in de modelbouw gebruikt als materiaal om landschap mee te maken. 

## Bereidingswijze
Papier-maché wordt gemaakt door met een soort lijm (bijvoorbeeld stijfsel of behangplaksel) papier (bijvoorbeeld krantenpapier) op een mal te plakken. Dit doet men meestal met enkele lagen en dan kan het drogen. Als het papier-maché gedroogd is, is het werkstuk klaar. Hierna kan men het eventueel nog navormen, bijvoorbeeld door te verven of erin te knippen.

## Geschiedenis
Beroemd is het in de 19e eeuw in Schwerin en Ludwigslust in het Groothertogdom Mecklenburg-Schwerin vervaardigde papier-maché. Het interieur van het kasteel in Ludwigslust is voor een groot deel van papier-maché. Het geheime recept van dit zeer sterke en in heel Europa verkochte papier-maché is verloren gegaan. Daarvan werden complete plafonds vervaardigd.
Een plafond van papier-maché vindt men in Nederland op Paleis Soestdijk en in de grote hal van het Groningse hoofdstation in de stad Groningen.
In de victoriaanse tijd werden ook meubels, met name tafels, van papier-maché gemaakt.
Louis Auzoux maakte anatomische modellen van papier-maché.